# Auto Club Speedway

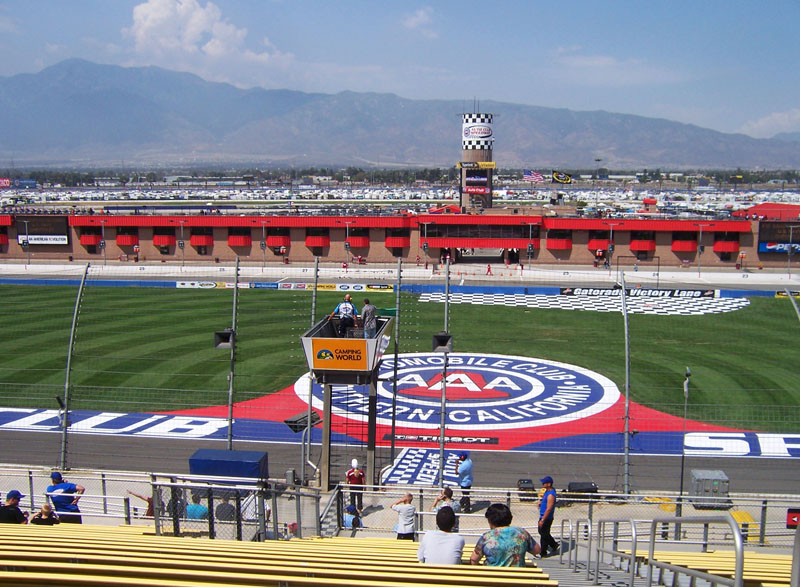
Vista de Auto Club Speedway.

Auto Club Speedway es un autódromo situado en Fontana, California, Estados Unidos, 70 km al este del centro de la ciudad de Los Ángeles. Se comenzó a construir en el año 1995 y se inauguró a principios de 1997 con un único trazado, un óvalo de 2,029 millas (3.265 metros) de extensión. Su diseño es similar al de Míchigan: dos curvas de peralte mediano (14 grados), unidas por una recta opuesta y una recta principal ligeramente curva, parecida a una letra D. Al igual que en Míchigan, la calle de boxes se encuentra junto a la recta curva.
Auto Club Speedway significó el retorno de la NASCAR a la región sur de California luego del cese de operaciones de los circuitos de Ontario y Riverside. En 1997, el óvalo comenzó a ser visitado por tres principales categorías de las NASCAR, es decir la NASCAR Cup Series, la NASCAR Xfinity Series y la NASCAR Truck Series. Entre 2004 y 2010, la Cup Series y la Xfinity Series celebraron dos veces por año cada una. Ambas visitan Fontana una vez por año a partir de 2011, en tanto que la Truck Series lo hizo por última vez en 2009.
Con respecto a los monoplazas, la CART visitó el óvalo entre 1997 y 2002 con carreras de 500 millas, al igual que Míchigan. En la edición de 1999 de esta carrera, el canadiense Greg Moore murió al impactar contra el muro de protección. La IndyCar Series compitió allí desde 2002 hasta 2005 con pruebas de 400 millas, y la Indy Lights lo hizo entre 1997 y 2001, y luego entre 2003 y 2005. Ambas categorías retornaron en 2012; la carrera de la IndyCar tuvo una duración de 500 millas, lo que nunca había ocurrido en dicha categoría fuera de las 500 Millas de Indianápolis.
En 2001, luego de una reforma en la sección interna de las instalaciones, se añadieron una recta para competiciones de arrancones y tres circuitos mixtos: uno de 4500 metros donde la Grand-Am Rolex Sports Car Series corrió entre 2002 y 2005; uno de 3.800 metros que usa el Campeonato de la AMA de Superbikes; y uno de 2.330 metros para pruebas de conducción.
Además de carreras, el circuito se usa para filmar anuncios publicitarios, programas de televisión y películas. En el tercer grupo se encuentran Los ángeles de Charlie, Herbie: Fully Loaded y The Bucket List.
Por razones de la venta del circuito por parte de sus promotores originales, el circuito se encuentra en proceso de demolición.

## Récords de vuelta
- NASCAR Cup Series: Kyle Busch, 38,248 s, 188,245 mph, 2005.
- CART : Gil de Ferran, 241,426 mph (388,537 km/h), 28 de octubre de 2000.
- Indy Racing League: Hélio Castroneves, 226,757 mph (364,930 km/h), 20 de septiembre de 2003.

## Ganadores

### NASCAR
| Año  | Cup Series | Cup Series       | Cup Series | Busch / Nationwide / Xfinity | Busch / Nationwide / Xfinity | Truck Series | Truck Series |
| Año  | Mes        | Piloto           | Marca      | Mes                          | Piloto                       | Mes          | Piloto       |
| ---- | ---------- | ---------------- | ---------- | ---------------------------- | ---------------------------- | ------------ | ------------ |
| 1997 | Junio      | Jeff Gordon      | Chevrolet  | Octubre                      | Todd Bodine                  | Octubre      | Mike Bliss   |
| 1998 | Mayo       | Mark Martin      | Ford       | Julio                        | Dale Earnhardt Jr.           | Julio        | Jack Sprague |
| 1999 | Mayo       | Jeff Gordon      | Chevrolet  | Mayo                         | Matt Kenseth                 | Octubre      | Jack Sprague |
| 2000 | Abril      | Jeremy Mayfield  | Ford       | Abril                        | Matt Kenseth                 | Octubre      | Kurt Busch   |
| 2001 | Abril      | Rusty Wallace    | Ford       | Abril                        | Hank Parker Jr.              | Noviembre    | Ted Musgrave |
| 2002 | Abril      | Jimmie Johnson   | Chevrolet  | Abril                        | Scott Riggs                  | Noviembre    | Ted Musgrave |
| 2003 | Abril      | Kurt Busch       | Ford       | Abril                        | Matt Kenseth                 | Septiembre   | Ted Musgrave |
| 2004 | Mayo       | Jeff Gordon      | Chevrolet  | Mayo                         | Greg Biffle                  | -            | -            |
| 2004 | Septiembre | Elliott Sadler   | Ford       | Septiembre                   | Greg Biffle                  | Octubre      | Todd Bodine  |
| 2005 | Febrero    | Greg Biffle      | Ford       | Febrero                      | Mark Martin                  | Febrero      | Steve Park   |
| 2005 | Septiembre | Kyle Busch       | Chevrolet  | Septiembre                   | Carl Edwards                 | -            | -            |
| 2006 | Febrero    | Matt Kenseth     | Ford       | Febrero                      | Greg Biffle                  | Febrero      | Mark Martin  |
| 2006 | Septiembre | Kasey Kahne      | Dodge      | Septiembre                   | Kasey Kahne                  | -            | -            |
| 2007 | Febrero    | Matt Kenseth     | Ford       | Febrero                      | Matt Kenseth                 | Febrero      | Mike Skinner |
| 2007 | Septiembre | Jimmie Johnson   | Chevrolet  | Septiembre                   | Jeff Burton                  | -            | -            |
| 2008 | Febrero    | Carl Edwards     | Ford       | Febrero                      | Tony Stewart                 | Febrero      | Kyle Busch   |
| 2008 | Agosto     | Jimmie Johnson   | Chevrolet  | Agosto                       | Kyle Busch                   | -            | -            |
| 2009 | Febrero    | Matt Kenseth     | Ford       | Febrero                      | Kyle Busch                   | Febrero      | Kyle Busch   |
| 2009 | Octubre    | Jimmie Johnson   | Chevrolet  | Octubre                      | Joey Logano                  | -            | -            |
| 2010 | Febrero    | Jimmie Johnson   | Chevrolet  | Febrero                      | Kyle Busch                   | -            | -            |
| 2010 | Octubre    | Tony Stewart     | Chevrolet  | Octubre                      | Kyle Busch                   | -            | -            |
| 2011 | Marzo      | Kevin Harvick    | Chevrolet  | Marzo                        | Kyle Busch                   | -            | -            |
| 2012 | Marzo      | Tony Stewart     | Chevrolet  | Marzo                        | Joey Logano                  | -            | -            |
| 2013 | Marzo      | Kyle Busch       | Toyota     | Marzo                        | Kyle Busch                   | -            | -            |
| 2014 | Marzo      | Kyle Busch       | Toyota     | Marzo                        | Kyle Larson                  | -            | -            |
| 2015 | Marzo      | Brad Keselowski  | Ford       | Marzo                        | Kevin Harvick                | -            | -            |
| 2016 | Marzo      | Jimmie Johnson   | Chevrolet  | Marzo                        | Austin Dillon                | -            | -            |
| 2017 | Marzo      | Kyle Larson      | Chevrolet  | Marzo                        | Kyle Larson                  | -            | -            |
| 2018 | Marzo      | Martin Truex Jr. | Toyota     | Marzo                        | Joey Logano                  | -            | -            |
| 2019 | Marzo      | Kyle Busch       | Toyota     | Marzo                        | Cole Custer                  | -            | -            |
| 2020 | Marzo      | Alex Bowman      | Chevrolet  | Febrero                      | Harrison Burton              | -            | -            |

### CART
| Año  | Piloto               | Automóvil             | Equipo      |
| ---- | -------------------- | --------------------- | ----------- |
| 1997 | Mark Blundell        | Reynard Mercedes-Benz | PacWest     |
| 1998 | Jimmy Vasser         | Reynard Honda         | Ganassi     |
| 1999 | Adrián Fernández     | Reynard Ford-Cosworth | Patrick     |
| 2000 | Christian Fittipaldi | Lola Ford-Cosworth    | Newman/Haas |
| 2001 | Cristiano da Matta   | Lola Toyota           | Newman/Haas |
| 2002 | Jimmy Vasser         | Lola Ford-Cosworth    | Rahal       |

### IndyCar Series
| Año       | Piloto           | Equipo         |
| --------- | ---------------- | -------------- |
| 2002      | Sam Hornish Jr.  | Panther        |
| 2003      | Sam Hornish Jr.  | Panther        |
| 2004      | Adrián Fernández | Fernández      |
| 2005      | Dario Franchitti | Andretti Green |
| 2006-2011 | No se disputó.   | No se disputó. |
| 2012      | Ed Carpenter     | Ed Carpenter   |
| 2013      | Will Power       | Penske         |
| 2014      | Tony Kanaan      | Chip Ganassi   |
| 2015      | Graham Rahal     | Rahal          |

### Indy Lights
| Año       | Piloto          |
| --------- | --------------- |
| 1997      | Clint Mears     |
| 1998      | Mark Hotchkis   |
| 1999      | Jonny Kane      |
| 2000      | Scott Dixon     |
| 2001      | Townsend Bell   |
| 2003      | Mark Taylor     |
| 2004      | James Chesson   |
| 2005      | Wade Cunningham |
| 2006-2011 | No se disputó.  |
| 2012      | Carlos Muñoz    |
| 2013      | Carlos Muñoz    |